# キャプテン・プラネット
キャプテン・プラネット（Captain Planet and the Planeteers）は、テッド・ターナー、バーバラ・パイル原案の環境保護とエコロジーをテーマにしたスーパーヒーローアニメである。
全6シーズン113話。日本では、第1シーズンのみ1991年7月22日から8月26日にかけてテレビ朝日で放送された。放送時間は平日5:05 - 5:30（JST）。後にカートゥーン ネットワーク （深夜番組・デカニメ）で放送される。アニメーション制作は第3シーズンまでDICエンターテインメント、第4シーズンからハンナ・バーベラ・プロダクションが担当。
2022年現在、日本ではDVD版・Blu-ray版はリリースされておらず、海外ではDVD版はリリースされている。

## ストーリー
悠久の眠りから覚めた地球の分身でもある女神ガイア。しかし現在の地球は一部の愚かな人間達の手によって環境は破壊され、動植物は急激に数を減らすなど危機に瀕している事を知る。ガイアはこれを防ぎ地球を守るため、5人の純粋な心を持つ子供たちに、大地、炎、風、水、心のパワーを司る神秘の指輪を授け、子供たちは環境保全チーム「プラネッターズ」を結成した。いざという時に5つの指輪を合わせるとスーパーヒーロー、キャプテン・プラネットが現れるのだった。
環境を汚染する悪徳企業や密猟者を相手に、彼らの戦いが始まる。

## キャラクター

### メインキャラクター
キャプテン・プラネット（Captain Planet）
声 - 大塚芳忠 / 英 - デヴィッド・コバーン
五人の指輪の力が一つになったときに現れるスーパーヒーローホログラムプラネットポッドロボット。ちなみに彼がいるときは指輪の力は使えない。
クアミ（Kwame）
声 - 真地勇志/英 - レヴァー・バートン
土（アース）のパワーを秘めた指輪の力を使うアフリカの少年でプラネッターズの一人。メンバーのリーダー格。正義感が強い。
ウィラー（Wheeler）
声 - 中原茂 / 英 - ジョーイ・デジオ
炎（ファイア）のパワーを秘めた指輪の力を使う北アメリカの少年でプラネッターズの一人。かなりのお調子者でムードメーカー的存在。
リンカ（Linka）
声 - 深見梨加 / 英 - キャス・スーシー
風（ウィンド）のパワーを秘めた指輪の力を使うヨーロッパの少女でプラネッターズの一人。気が強いためウィラーとはよく喧嘩になる。
ギー（Gi）
声 - 小川里永子 / 英 - ジャニス・カワエ
水（ウォーター）のパワーを秘めた指輪の力を使うアジアの少女でプラネッターズの一人。サーフィンや水泳が得意。
マティ（Ma-Ti）
声 - 坂本千夏 / 英 - スコット・メンヴィル
心（ハート）のパワーを秘めた指輪の力を使う南アメリカの少年でプラネッターズの一人。メンバー最年少。動物が大好きで、指輪を使わなくてもある程度の言葉がわかる。
スーチ（Suchi）
声 - / 英 - フランク・ウェルカー
サル。マティのペット。
マザー・ガイア（Mother Gaia）
声 - 吉田理保子 / 英 - ウーピー・ゴールドバーグ→マーゴット・キダー
地球自身でもある女神。地球を救う使命を持っており、五人の子供たちに指輪を手渡し、地球を救うプラネッターズに任命する。プラネッターズが困ったときはよき相談相手として五人を見守る。

### エコ敵
ホッギッシュ・グリードリー（Hoggish Greedly）
声 -  島香裕 / 英 - エドワード・アズナー
リガー（Rigger）
声/英 - ジョン・ラッツェンバーガー
キャプテン・ポルショーン（Captain Pollution）
声 - 大塚芳忠/英 - デヴィッド・コバーン
デューク・ニューカム（Duke Nukem）
声 - 笹岡繁蔵 / 英 - ディーン・ストックウェル→モーリス・ラマーシュ
ルーテン・プランダー（Looten Plunder）
声 - 中江真司 / 英 - ジェームズ・コバーン→エド・ギルバート
スライ・スラッジ（Sly Sludge）
声 - 千田光男 / 英 - マーティン・シーン→ジム・カミングス
バーミナス・スカム（Verminous Skumm）
声 - 藤本譲 / 英 - ジェフ・ゴールドブラム→モーリス・ラマーシュ
ドクター・バブズ・ブライト（Doctor Babs Blight）
声 - 榊原良子 / 英 - メグ・ライアン→メアリー・ケイ・バーグマン
マルフンクシォン "MAL"（Malfunction "MAL"）
声/英 - デヴィッド・ラパポート→ティム・カリー
ファザー・ザーム（Father Zarm）
声/英 - スティング→デビッド・ワーナー→マルコム・マクダウェル

### その他
コマンダー・エミール・クラッシュ（Commander Emil Clash）
声/英 - ルイス・ゴセット・ジュニア

## スタッフ
- 原案 - テッド・ターナー
- 制作総指揮（DIC:S1 - S3） - アンディ・ヘイワード、ロビー・ロンドン
- 制作総指揮（TBS） - バーバラ・パイル、ニコラス・ボクサー
- 監修プロデューサー - ニコラス・ボクサー（TBS）、トム・ビアーズ（TBS）、ウィル・ムニョ（DIC）、カッサンドラ・シャフハウゼン（DIC）
- プロデューサー - ラリー・ヒューストン（DIC）→ジム・ダフィー（DIC）→スタン・フィリップス（DIC）→コスモ・アンジロッティ（HB）
- 監督 - ウィル・ムニョ、スタン・フィリップス、ジム・ダフィー、ヴィンセント・デイビス、高須賀勝己(S1)
- シリーズ構成 - フィル・ハーネイジ
- 作画監督 - 椛島義夫(S1)
- 美術監督 - カティ・カスティーロ→ジェフ・パーヴス
- 音楽 - トム・ウォラル→トーマス・チェイス、スティーブ・ラッカー
- 各話制作協力 - 東洋動画[7]、ポイントアニメーション[8]、同友動画[9]、ソヌアニメーション[10]
- 制作協力 - スタジオ古留美（S1、ノンクレジット）→世映動画（S2、ノンクレジット）→セロム+1・虹橋動画（S3）→フィル・カートゥーン（S4 - S6）
- アニメーション制作 - DICエンタープライズ（S1 - S3）→ハンナ・バーベラ・カートゥーン（S4 - S6）
- 製作 - ターナー・プログラム・サービス

### 日本語版制作
- 演出 - 百瀬浩二
- 翻訳 - 内田千登勢
- 効果 - アニメサウンド
- 調整 - 飯塚秀保、佐藤孝之
- テレビ朝日プロデューサー - 福吉健
- 制作 - グロービジョン

## 各話リスト
テレビ朝日での放送順（シーズン1）
| #  | サブタイトル                                                      | 放送日         |
| -- | ----------------------------------------------------------------- | -------------- |
| 1  | キャプテン・プラネット誕生 "A Hero for Earth"                     | 1991年 7月22日 |
| 2  | 母さんゾウを救え! "Last of her Kind"                              | 7月23日        |
| 3  | うばわれたリング "The Dead Seas"                                  | 7月24日        |
| 4  | コンピューター・ウォーズ "Polluting by Computer"                  | 7月25日        |
| 5  | ネズミの帝国 "Population Bomb"                                    | 7月26日        |
| 6  | フロン計画をつぶせ "Ozone Hole"                                   | 7月29日        |
| 7  | 謎の怪獣ファイポップ "Beast of the Temple"                        | 7月30日        |
| 8  | 酸性雨の恐怖 "Rain of Terror"                                     | 7月31日        |
| 9  | 火山島大パニック "Volcano's Wrath"                                | 8月1日         |
| 10 | ネズミ人間改造計画 "Skumm Lord"                                   | 8月2日         |
| 11 | 人質になったキャプテン・プラネット "Deadly Ransom"                | 8月5日         |
| 12 | 生命の木の伝説 "Tree of Life"                                     | 8月6日         |
| 13 | 海底都市オシアナス "A World Below Us"                             | 8月7日         |
| 14 | スモッグ・モンスター "Littlest Planeteer"                         | 8月8日         |
| 15 | 宇宙からの征服者 "The Conqueror"                                  | 8月9日         |
| 16 | 死の商人の正体をあばけ "The Ultimate Pollution"                   | 8月12日        |
| 17 | ニューカムの逆襲 "Meltdown Syndrome"                              | 8月13日        |
| 18 | 手を組んだ4大悪人 "Don't Drink the Water"                         | 8月14日        |
| 19 | ねらわれた希望の島 "Heat Wave"                                    | 8月15日        |
| 20 | 大河の怪物 "Plunder Dam"                                          | 8月16日        |
| 21 | 空飛ぶゴミ箱 "Kwame's Crisis"                                     | 8月19日        |
| 22 | キャプテン・ポリューション出現! "Mission to Save Earth, Part One" | 8月20日        |
| 23 | プラネットvsポリューション "Mission to Save Earth, Part Two"      | 8月21日        |
| 24 | スーパー・スモッグ・カー "Smog Hog"                               | 8月22日        |
| 25 | プラネッターズ消滅!? パート1 "Two Futures, Part One"              | 8月23日        |
| 26 | プラネッターズ消滅!? パート2 "Two Futures, Part Two"              | 8月26日        |